# Eubaphe eulathes
Eubaphe eulathes är en fjärilsart som beskrevs av Dyar 1920. Eubaphe eulathes ingår i släktet Eubaphe och familjen mätare. Inga underarter finns listade i Catalogue of Life.